# Damara (volk)

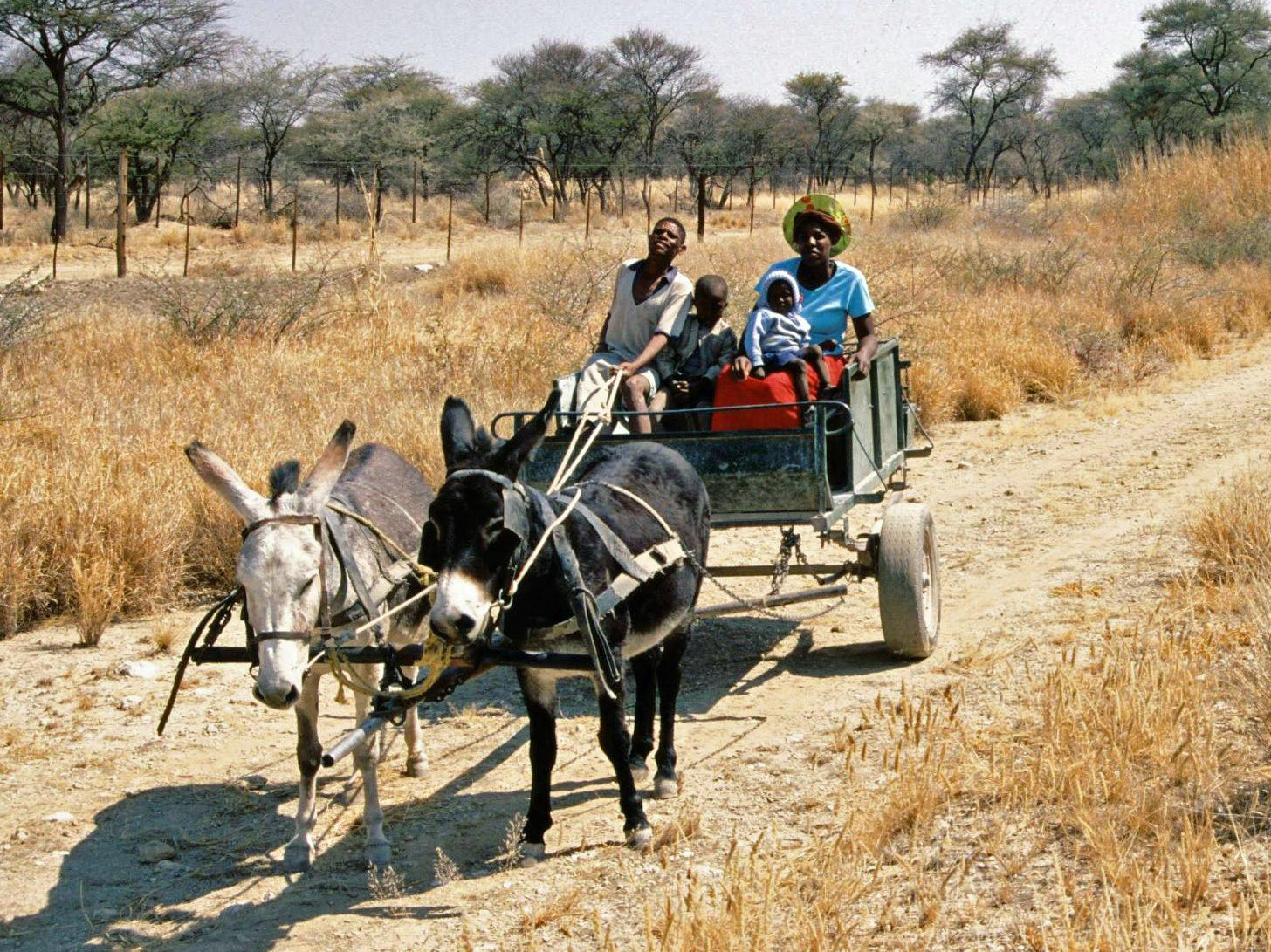
Damara

Damara is een volk in Namibië. Het volk, ook wel aangeduid als Bergdamara, woonde van oudsher in centraal en west Namibië. Aangenomen wordt dat de Damara al in het gebied woonden voordat de Herero in de 18e eeuw en de Nama in de 19e eeuw arriveerden. De Damara's hebben waarschijnlijk hun oorsprong in Zambia of Zimbabwe en zijn verwant aan andere Bantu volken. Maar hun taal Nama/Damara behoort tot de Khoisan-talen. Zij hebben deze gemeen met de in het zuiden woonachtige Nama.
In de periode 1960-1970 werden de Damara's door het Zuid-Afrikaanse apartheidsregime verplicht om zich te vestigen in een 'thuisland', genaamd Damaraland een gebied met arme grond en weinig regenval.
Het aantal Damara's wordt anno 2005 geschat op meer dan 100.000. 